# スキタイ語
スキタイ語（スキタイご　Scythian languages）は、紀元前8世紀から紀元前1世紀頃、現代のウクライナで用いられた言語。比較言語学的分類において、古代ギリシアの歴史家ヘロドトスが『歴史』で当時のスキタイ語を記録した語彙や文法から、東イラン語群の一言語だと考えられている。
スキタイはギリシャ系（カッリピダイ人）、遊牧系（王族スキタイ人、遊牧スキタイ人、別種のスキタイ人）、農耕系（農耕スキタイ人、農民スキタイ人）の3つのスキタイに大きく分けられる。「スキタイ」を国家として捉えるときは遊牧系のスキタイ諸部族の集合を指し、そのうち覇権を握っていた王族スキタイを主体と考える。したがってヘロドトスが伝え聞いたスキタイの言語は主に遊牧系スキタイ人のものだったと思われる。当然のことながらカッリピダイの母語はギリシャ系であったが、そのいっぽうで遊牧系や農耕系のスキタイ諸部族の人々の母語がイラン語派の言語であったかどうかは不明である。彼らは互いの間ではヘロドトスが単純に「スキタイ語」と呼んだ、遊牧系のスキタイ語（とくに王族スキタイ語）と思われる言語を互いに意思疎通する際の共通言語（いわゆるリンガ・フランカ）として話していたと思われる。
また、農耕系のスキタイ人である農耕スキタイや農民スキタイの人々はスラヴ人ないしその先祖（プロト・スラヴ人）の基幹的集団だという説が有力である。農耕スキタイの人々は肥沃なことで有名な黒土地帯（チェルノーゼム）を中心として輸出用の穀物を広く栽培していた。農民スキタイの人々はヘロドトス当時ヒパニース川と呼ばれていた南ブーフ川などの大河川の中下流地域に広く住み、南ブーフ川の河口にあった港湾都市オルビアの市民であることを自認していたため、自給自足の農業のほか水上運送や穀物卸などの商業活動が集団としての特徴的な生業であったと考えられる。実際にスラヴ語が属するバルト・スラヴ語派の各言語は、イラン語派の語彙（スラヴ語のボーグ＝神など）やサテム語の発音（スラヴ語のスト＝百など）を獲得しているので、これは遊牧系のスキタイとの間で頻繁な貿易や混血など何らかの形の深い接触があった結果とも考えられる。現在では、スラヴ語派はゲルマン語派と同様インド・ヨーロッパ祖語の北西集団から発展したもので、スラヴ語派がゲルマン語派から離れていったのはスラヴ祖語の時代のどこかの時点でイラン語派の言語集団との深い接触により新たな語彙や発音（サテム化）を新たに獲得し自分たちの内部で広く流行させていったためと考えられている。ただし、スラヴ祖語からスラヴ語派への発展にイラン系言語の影響を決定的に与えたのが遊牧系のスキタイ人たちのみであったのかどうか最終的に結論づけるのは時期尚早であると言える。この地域の歴史的変遷を追うと、このような影響をスラヴ祖語に与えたのが遊牧系スキタイ人でなくサルマタイ人、ないし遊牧系スキタイ人とサルマタイ人の両方（先に遊牧系スキタイ、のちにサルマタイ）の可能性も考えられるためである。またその流行の原因についても、貿易における互いの民衆同士の意思疎通の必要性、民衆同士の私的な関係による自発的な家族化と混血化、はては（まず有り得ないことだが）近代国民国家に見られるような支配民・被支配民の関係における強制的でシステマチックな全国民言語教育、など、さまざまなケースが可能性としては考えられ、どれが実際に行われていたのかは未だ明確ではない。